# Anestia ombrophanes
Anestia ombrophanes là một loài bướm đêm thuộc phân họ Arctiinae, họ Erebidae. Nó được tìm thấy ở the Lãnh thổ Thủ đô Úc, New South Wales, Queensland, Tây Úc và Victoria.
Sải cánh dài khoảng 20 mm. Con đực trưởng thành có cánh trước màu đen và trắng còn cánh sau màu vàng nhạt đều. Con cái không có cánh.
Ấu trùng ăn địa y. Chúng có màu xám và đen với các đốm màu cam ở các phía.

## Hình ảnh

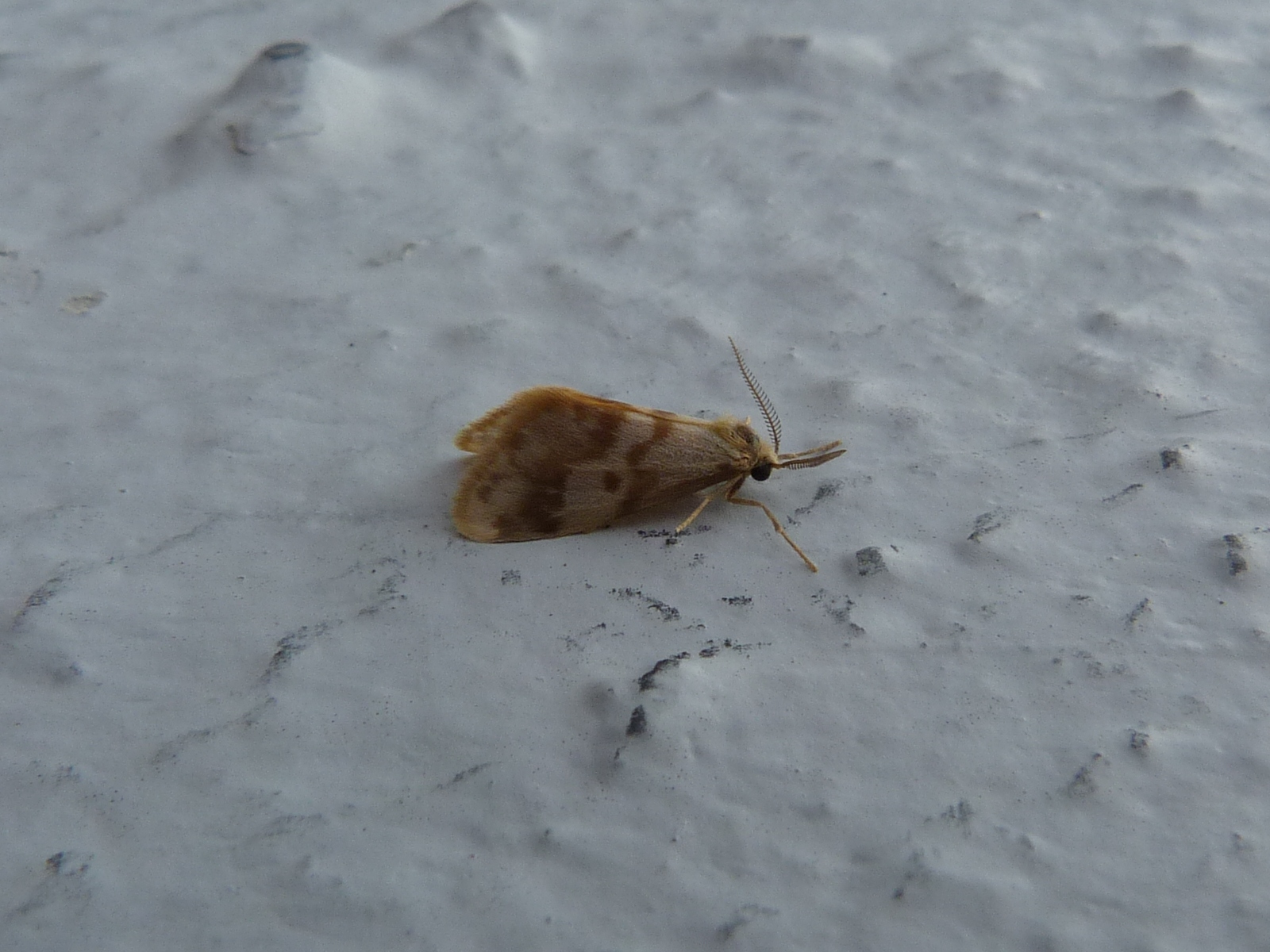
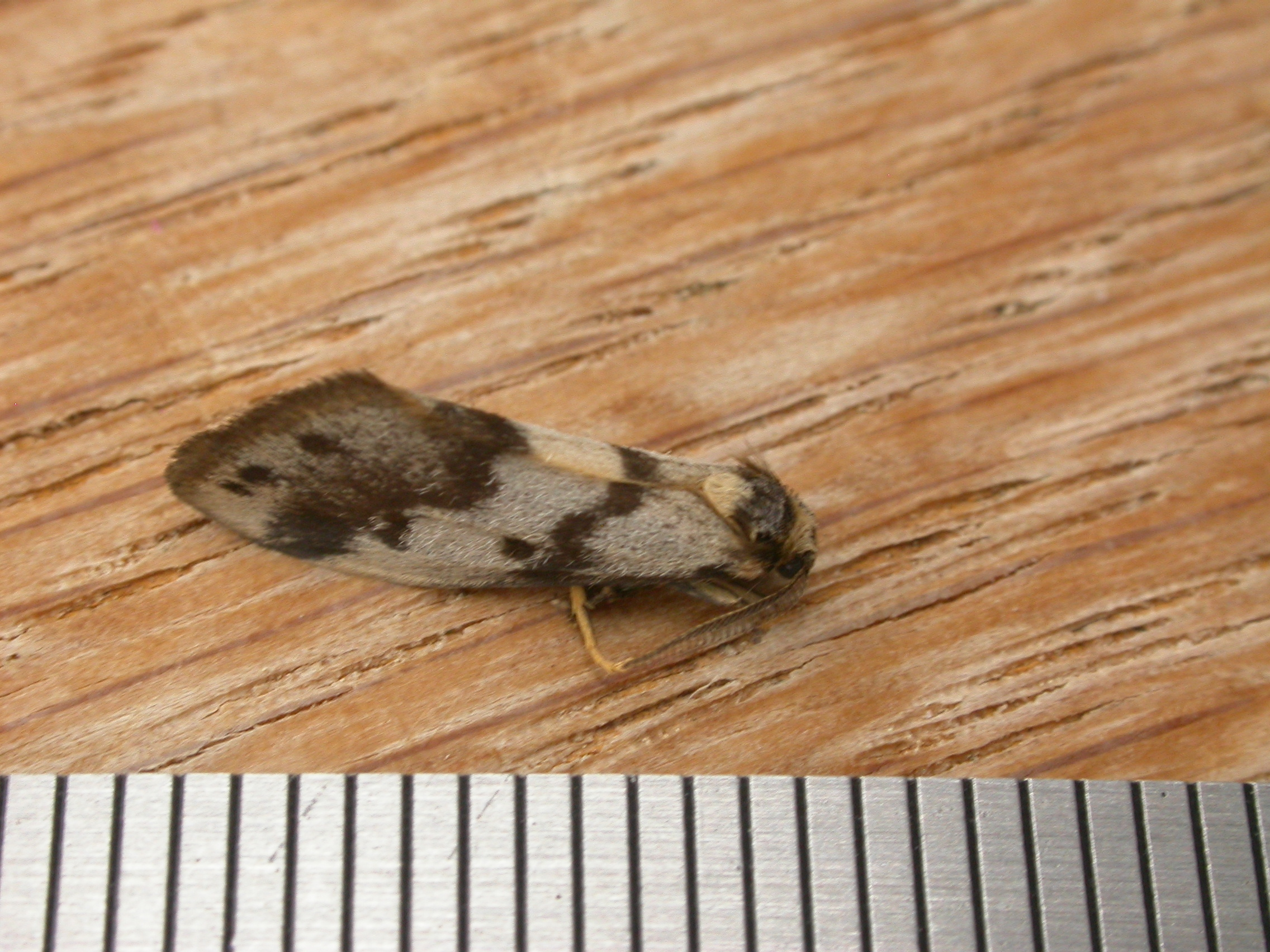